# 월터 리프먼

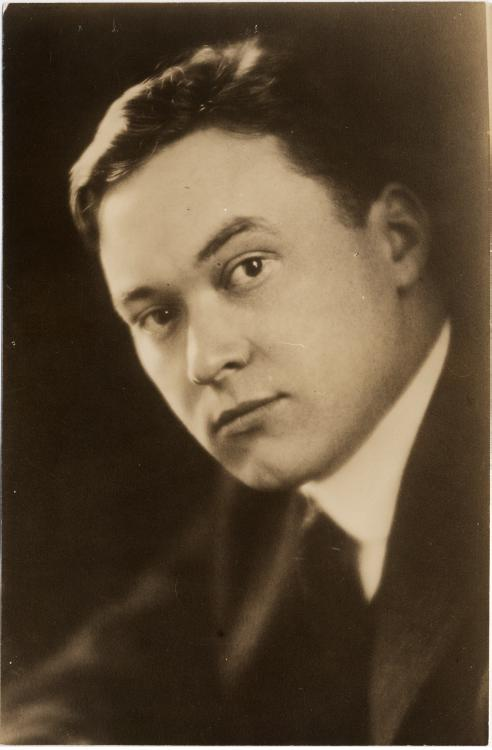
월터 리프먼

월터 리프먼(영어: Walter Lippmann, 1889년 9월 23일 뉴욕 ~ 1974년 12월 14일 뉴욕)은 미국의 작가, 기자, 정치 평론가이다.
뉴욕에서 유대계 부모의 아들로 태어났으며 1913년에는 잡지 《뉴 리퍼블릭》을 창간하고 편집자로 활동했다. 현대의 심리적 의미에서 사용되는 "고정관념"이라는 용어를 사용하여 냉전의 개념을 최초로 소개한 것으로 유명하며, 자신의 신문 칼럼과 여러 저서에서 미디어와 민주주의에 관한 평론을 게재했다. 가장 두드러지게는 1922년 책 《여론》에서의 것으로 유명하다.
리프먼은 편집자 해밀턴 피쉬 암스트롱의 부인과 불륜을 맺기 전까지 외교관계 협의회의 저자로도 주목받았다. 이로 인해 두 사람 사이에 사이가 틀어지게 되었다. 리프먼은 제1차 세계대전 후 우드로 윌슨의 연구로도 주목할 만한 역할을 했다. 민주주의에서 저널리즘의 역할에 대한 그의 견해는 소급적으로 리프먼-듀이 논쟁으로 명명된 존 듀이의 동시대의 글들과 대조되었다. 리프먼은 2개의 퓰리처상을 수상했는데, 하나는 그의 신문 칼럼인 "오늘과 내일"로, 하나는 1961년 니키타 흐루쇼프의 인터뷰로 수상했다.

## 같이 보기
- 해럴드 라스웰
- 진보주의
- 자유민주주의